# Finn Mickelborg
Finn Mickelborg (født 8. oktober 1932, død 25. juli 2007) var en dansk maler. Mickelborg begyndte som surrealist, men førtes i sin læretid hos Bamse Kragh-Jacobsen 1960-65 over i det konstruktive maleri.
Herefter opdagede han sprøjtepistolens muligheder for at modulere farver, fx i store mørke "rumlandskaber". Han var medstifter af Ny Abstraktion 1976 og blev medlem af Grønningen 1984 (formand fra 1990).
Mickelborg modtog Eckersberg Medaillen i 1988.